# Teddy Yarosz
Teddy Yarosz (Pittsburgh, 24 giugno 1910 – 29 marzo 1974) è stato un pugile statunitense.
L'International Boxing Hall of Fame lo ha riconosciuto fra i più grandi pugili di ogni tempo.

## Gli inizi
Divenne professionista nel 1929.

## La carriera
Campione del mondo dei pesi medi dall'11 settembre 1934, quando sconfisse Vince Dundee, al 19 settembre 1935, quando venne battuto da Babe Risko.
Durante la sua carriera incontrò anche Billy Conn e Lou Brouillard.